# Milland
Milland – wieś w Anglii, w hrabstwie West Sussex, w dystrykcie Chichester. Leży 23 km na północ od miasta Chichester i 71 km na południowy zachód od Londynu. W 2001 miejscowość liczyła 829 mieszkańców.